# Opus (manga)
Opus est un seinen manga inachevé de Satoshi Kon prépublié dans le magazine Comic Guys de l'éditeur Tokuma Shoten entre octobre 1995 et juin 1996 puis publié en 2 volumes reliés en décembre 2010. La version française a été éditée en 2 tomes par IMHO entre juin 2013 et novembre 2013. 

## Synopsis
Chikara Nagai est un mangaka qui peine à terminer sa série, Resonance, qui met en scène l'affrontement entre Satoko, une policière dotée de pouvoirs psychiques, et Le Masque, le gourou d'une secte. La veille de la remise des planches à l'imprimeur, alors que Chikara est sur le point d'achever ses dernières pages sur un autre de ses héros, le jeune Rin, son projet prend un tour inattendu lorsqu'il se retrouve aspiré dans son propre manga. Rin a compris que Chikara voulait le tuer, lui et le Masque, et décide de déjouer son dessein. Mais son intervention risque de bouleverser le cours des choses...

## Liste des volumes
Prépublié dans le magazine Comic Guys de l'éditeur Tokuma Shoten entre octobre 1995 et juin 1996, le manga est publié en 2 volumes reliés en décembre 2010, puis réédité en 2011 par Kōdansha.
| no | Japonais         | Japonais          | Français         | Français          |
| no | Date de sortie   | ISBN              | Date de sortie   | ISBN              |
| -- | ---------------- | ----------------- | ---------------- | ----------------- |
| 1  | 13 décembre 2010 | 978-4-19-950221-7 | 6 juin 2013      | 978-2-915517-95-8 |
| 2  | 13 décembre 2010 | 978-4-19-950222-4 | 14 novembre 2013 | 978-2-915517-96-5 |

## Réception
Le manga a reçu un accueil critique élogieux lors de sa sortie en France, plus de quinze ans après sa création. Dernier manga de Satoshi Kon, précédant ses premières réalisations d'animes, il annonce pour certains « toutes les obsessions et thèmes de son œuvre à venir » : « chez Satoshi Kon, les passerelles entre réalité et rêve/fiction, sont légion et ici, il redouble d’inventivité ». Du9 estime que l'auteur « n’oublie pas de rythmer sa narration, de mettre en scène ses personnages, de créer des moments de tension, bref, de doubler cette réflexion d’un véritable récit d’action, proposant une œuvre satisfaisante sur tous les points ».

## Distinctions

### Récompense
- 2013 :  prix « Asie » de la Critique de l'ACBD[5]

### Nomination
- 2014 : 41e festival international de la bande dessinée d'Angoulême, Sélection officielle[6]

### Édition japonaise
Tokuma Shoten
1. 1 2  (ja) « Tome 1 ».
2. 1 2  (ja) « Tome 2 ».

### Édition française
IMHO
1. 1 2  (fr) « Tome 1 ».
2. 1 2  (fr) « Tome 2 ».